# Димитър Попов (министър-председател)
Вижте пояснителната страница за други личности с името Димитър Попов.
Димитър Илиев Попов е български юрист и политик.
Той е министър-председател на Република България в 81-вото правителство, управлявало страната от 22 декември 1990 до 8 ноември 1991 г., наричано „правителство на националното съгласие“, тъй като е подкрепено от повечето политически партии и участват експерти от БСП, СДС, БЗНС. На 1 февруари 1991 година правителството освобождава широк кръг от държавно регулирани дотогава цени, което води до рязкото им повишаване за сметка на преодоляването на стоковите дефицити. След края на правителствено заседание, в отговор на журналистически въпроси, Димитър Попов казва следното във връзка със спекулата: „За бога, братя, не купувайте това, което ви харесва, но е много скъпо, защото след 30 – 40 дни цените ще паднат, а вие ще сте похарчили парите си и няма да можете да купите най-необходимото ви.“
Правителството на Димитър Попов обявява новата конституция на България на 14 юни 1991 година.
На 8 ноември 1991 година Димитър Попов предава премиерския пост на лидера на СДС Филип Димитров.

## Биография
Роден е в Кула, област Видин. Като юноша, Попов е член на организация „Бранник“, създадена през 1940 година, за да възпитава българската младеж в националистически и промонархически дух.
Завършва право в Софийския университет през 1950 г. За кратко работи като миньор (1953 – 1955), след което е юрисконсулт в София в Съюза на българските автомобилисти (СБА). От 1972 до 1990 г. е съдия в Софийски градски съд, а от 1 март 1990 до 1 юли 1992 г. е негов председател.
През 1985 г., тогава съдия в СГС, Димитър Илиев Попов осъжда на смърт 26-годишния Тодор Дечев, който е обвинен, че е осквернил надгробния камък на Людмила Живкова, което той твърдял, че е извършил в нетрезво състояние. След като е арестуван, Дечев признава и за още 2 престъпления, които според негови близки са скалъпени – че нападнал постовия пред Столичната пожарна и му отнел автомата, след което нападнал и милиционер в ж.к. „Хаджи Димитър“. При нападението войникът пада и си чупи черепа, но след като излиза от кома, разпознава Дечев. Върховният съд потвърждава присъдата и тя е изпълнена, след като и Държавният съвет отказва да помилва осъдения. Години по-късно тази история е припомнена от журналистката Маргарита Михнева, която разследва целия случай и отива при Попов заедно с майката на покойния Дечев, с цел да накара Попов да признае за постъпката си, но безуспешно. Димитър Попов твърди, че не си спомня за случая. Запитан от журналист на вестник „24 часа“ за спомените му от това дело, Димитър Попов казва „Такъв беше законът, по него трябваше да съдим...“.
На 4 януари 1991 година Попов подписва споразумение между политическите сили, представени във Великото Народно събрание, за гарантиране на мирния преход към демократично общество. През 1992 г. Попов неуспешно се кандидатира за президент от Българската национална демократическа партия.
Димитър Попов умира на 5 декември 2015 г. на 88 години и е вторият най-дълго живял министър-председател на България след Стоян Данев.

## Визита в Давос
През януари 1991 година Попов с няколко министри отива в Давос, където се среща с външния министър на Германия Ханс Дитрих Геншер. Във връзка с обявения вече мораториум върху българските плащания по външния дълг, Геншер казва на Попов: „Знаем, че сега нямате пари и не можете да си върнете заемите, но пред вас има 93 банки, какво да очакват?“ Двамата решават да бъде създадена финансова къща с български съветници в Лихтенщайн, които да следят проблема, а мораториумът да бъде отменен и да започнат преговори с кредиторите.

## Среща със Симеон Сакскобургготски
След Давос, Попов отива във Вадуц, където е и Симеон Сакскобургготски като гост на братовчед си Ханс Адам Втори, крал на Лихтенщайн. Когато обаче дават програмата, става ясно, че в нея като водач на българската група е посочен Н.В. Симеон Втори, цар на България, придружен от първия си министър Димитър Попов. Българската делегация веднага си тръгва.
След време, Димитър Попов признава, че във Вадуц е направен елегантен опит за държавен преврат, който не успява.